# Ben Hur (1907)
Ben Hur is een Amerikaanse stomme film uit 1907, geregisseerd door Sidney Olcott en Frank Oakes Rose. De film duurt amper 15 minuten. Het is de eerste verfilming van Lew Wallace' roman Ben-Hur, destijds een van de best verkochte boeken. De hoofdrollen worden vertolkt door Herman Rottger en William S. Hart.
Vanwege de korte speelduur behandelt de film maar een klein stukje van het verhaal. De film focust zich met name op de wagenrace, die werd gefilmd op een strand in New Jersey met lokale brandweermannen in de rol van de wagenrenners.
De film is vooral bekend vanwege de onenigheid die naderhand ontstond over de auteursrechten. De film werd namelijk gemaakt zonder toestemming van nabestaanden van Wallace. Op zich was het destijds niets nieuws dat een verhaal zonder toestemming werd gebruikt voor een film. Het leidde echter wel tot een rechtszaak tegen Kalem Studios, de Motion Picture Patents Company, en Gene Gauntier. In 1911 gaf de rechter de nabestaanden van Wallace en Harper & Brothers, de uitgever van het boek Ben-Hur, gelijk.